# Hans Nordin
Hans Evert Nordin (* 7. Januar 1931 in Härnösand; † 23. September 2021 in Älandsbro) war ein schwedischer Skispringer und späterer Skisprungfunktionär.

## Werdegang
Nordin, der für den Verein seiner Heimatstadt IF Älgarna startete, gehörte bei den Olympischen Winterspielen 1952 in Oslo zum schwedischen Kader und erreichte mit Sprüngen von 63,5 und 61,5 Metern am Holmenkollen den 11. Platz. Es blieb sein einziges großes internationales Turnier.
Nordin blieb nach dem Ende seiner aktiven Laufbahn dem Skispringen treu und wurde Sprungrichter bei internationalen Springen. So betreute er als einer der fünf Sprungrichter Springen im Skisprung-Continental-Cup in Lahti im Dezember 2013 sowie in Falun am 1. März 2014. Zudem war er einige Male als Assistent des Technischen Delegierten der FIS aktiv, so auch beim Continental Cup in Stryn 2003.